# 水星娱乐竞技场
水星娱乐竞技场（德語：Merkur Spiel-Arena，曾被称为LTU竞技场、思捷环球竞技场（德語：ESPRIT arena），2018年8月2日改为现名），是位於德国杜塞尔多夫的運動場，2004年建成，共有54000个坐席。主要供足球及美式足球比賽用，為安德烈杜塞尔多夫足球俱乐部的主場球場。此外，思捷环球竞技场還會是2011年歐洲歌唱大賽的舉辦地。

## 外部連結
- 水星娱乐竞技場官方網站 （页面存档备份，存于）